# Hliborob, Seredîna-Buda
Hliborob (în ucraineană Хлібороб) este un sat în orașul raional Seredîna-Buda din regiunea Sumî, Ucraina.

## Demografie
Componența lingvistică a localității Hliborob
     Rusă (100%)
Conform recensământului din 2001, toată populația localității Hliborob era vorbitoare de rusă (100%).